# Cerodirphia avenata
Cerodirphia avenata is een vlinder uit de onderfamilie Hemileucinae van de familie nachtpauwogen (Saturniidae).
De wetenschappelijke naam van de soort is voor het eerst geldig gepubliceerd door Max Wilhelm Karl Draudt in 1930.

## Ondersoorten
- Cerodirphia avenata avenata
- Cerodirphia avenata araguensis Lemaire, 1971[1]
  - holotype: "male, 13.VI.1970. leg. A. Gadou. genitalia preparatie Lemaire no. 2105"
  - instituut: MNHN, Parijs, Frankrijk
  - typelocatie: Venezuela, Aragua, Rio Choroni.